# Erebia postmacularis
Erebia postmacularis är en fjärilsart som beskrevs av Müller 1928. Erebia postmacularis ingår i släktet Erebia och familjen praktfjärilar. Inga underarter finns listade i Catalogue of Life.